# Centropyge boylei
Centropyge boylei е вид бодлоперка от семейство Pomacanthidae. Видът не е застрашен от изчезване.

## Разпространение и местообитание
Разпространен е на Острови Кук.
Обитава морета и рифове в райони с тропически климат. Среща се на дълбочина от 53 до 120 m.

## Описание
На дължина достигат до 7 cm.
Популацията на вида е стабилна.